# Свинка (річка)
Свинка  — потік (річка) в Україні, у Іршавському районі Закарпатської області. Права притока Боржави (басейн Дунаю).

## Опис
Довжина річки приблизно 8,8 км. Утворюється злиттям Великої і Малої Свинки. Формується з багатьох безіменних струмків.

## Розташування
Бере початок на північному сході від вершини Бистрої (1003 м) у заказнику «Зачарований край». Тече переважно на південний схід і у Довгому впадає в річку Боржаву.
Притоки: Тросна (права)